# Cratere Nero
Nero è un cratere sulla superficie di Mimas.